# Копайгоренко Іда Миколаївна
Іда Миколаївна Троцюк, у шлюбі Копайгоренко-Троцюк (нар. 21 вересня 1928, с. Дзюньків) — українська скульпторка.

## Життєпис
Іда Троцюк народилася 21 вересня 1928 року у с. Дзюньків.
1954 року закінчила Київський художній інститут (майстерня Михайла Лисенка). 1959 року обрана членкинею НСХУ.
Відтоді — учасниця всеукраїнських, всесоюзних та зарубіжних мистецьких виставок. Впродовж 1963-1985 рр. працювала секретаркою бюро секції скульптури. З 1985 року перебуває на творчій роботі.
Основна галузь, у якій працює Іда Копайгоренко — тематична станкова скульптура. Створювала багатофігурні композиції (вирізняються правдивістю, гостротою композиційного задуму) та меморіальні дошки.
Окремі роботи зберігаються у Харківському, Запорізькому, Луганському, Одеському художніх музеях, Національному історико-етнографічному заповіднику «Переяслав», Державній Третьяковській галереї (Москва).

## Основні роботи
- «Перше почуття» (1957);
- «Делегатка Першого з'їзду комсомолу» (1958);
- «Материнство» (1960-ті рр.);
- «Своїми руками» (1960);
- «Голова» (1964);
- «Механізатор» (1971);
- барельєф А. Бучмі (1960-ті рр.);
- меморіальна дошка Г. Павленку (1973);
- меморіальна дошка М. Ушакову (1975);
- меморіальна дошка Д. Демуцькому (1976);
- пам'ятник І. Сошенку (1982, м. Богуслав);
- погруддя Т. Шевченка (1980-ті рр.; м. Київ);
- пам'ятник родині Драгоманових (1995, м. Гадяч).

## Родина
Син Копайгоренко Василь Валентинович — український художник, онук Копайгоренко Артем Васильович — український художник.